# Cyclophora nigroroseata
Cyclophora nigroroseata är en fjärilsart som beskrevs av Wood 1916. Cyclophora nigroroseata ingår i släktet Cyclophora och familjen mätare. Inga underarter finns listade i Catalogue of Life.